# Ernst Pfeil
Ernst Pfeil (* 12. Mai 1850 in Kötzschau; † 6. Januar 1919 in Halle (Saale)) war ein deutscher evangelischer Pfarrer und Historiker der Unstrut-Region.
Ernst Pfeil war ein Sohn des Pfarrers Franz Oskar Pfeil, der ebenfalls ortsgeschichtliche Interessen hatte. Von 1863 bis 1869 besuchte er die Landesschule Pforta. Zu Ostern 1869 fing er ein Studium der Theologie an der Universität Leipzig an, welches er in Halle (Saale) beendete. Nach erfolgreichen Prüfungen arbeitete er als Hauslehrer und Hilfsprediger in Kötzschau, bis ihm am 16. März 1879 die Pfarrstelle in Wennungen übertragen wurde, die er bis zu seinem Tod innehatte.
In seinem Amte zeichnete ihn Gewissenhaftigkeit und Fleiß aus, in seinen Studien und Forschungen Gründlichkeit und Scharfsinn. In der Muße, die sein Amt zuließ, nutzte er die letzten Jahrzehnte seines Lebens zu heimatgeschichtlichen Forschungen, die in größerer Anzahl im Naumburger Tageblatt veröffentlicht wurden. Seine Werke sind noch heute regional von Bedeutung.

## Werke
- Aus der Geschichte von Kirche und Schule in alter Zeit im Unstruttale, Naumburg 1908
- Zur Geschichte Balgstedts. Druck von H. Sieling, Naumburg 1911
- Die Franzosen und die Reichsarmee vor und nach der Schlacht bei Rossbach, nach einem Aktenstück des Ephoralarchivs zu Freyburg a/U. In: Mansfelder Blätter 15. Jg. 1901, S. 144–218
- Zur Geschichte der Stadt und des Schlosses Nebra an der Unstrut. Druck und Verlag August Schneider, Sangerhausen 1929–33
- Zur Geschichte von Kirchscheidungen. Beilage zum Naumburger Kreisblatt, Nr. 213–215, 10. September–13. Oktober 1893
- Kriegserlebnisse des Schulzen Gottfried Demme in Kirchscheidungen in der Napoleonischen Zeit (1806 u. 1813/14). In: Mansfelder Blätter, 24. Jg. 1900, S. 115–154